# ウーゾー (小惑星)
ウーゾー (2534 Houzeau) は、小惑星帯の小惑星。ベルギーの天文学者、ウジェーヌ・デルポルトがウックルのベルギー王立天文台で発見した。
ベルギーの天文学者、ジャン＝シャルル・ウーゾーに因んで名付けられた。